# Caso Ecoteva
El Caso Ecoteva es un proceso penal por un presunto delito de lavado de activos en el que está involucrado el expresidente de Perú Alejandro Toledo.

## Antecedentes
Ecoteva es una empresa fundada en Costa Rica por la suegra de Alejandro Toledo, Eva Fernenbug y a pedido del expresidente. En dicha empresa se usaron dos cuentas en el banco ScotiaBank de Costa Rica. La primera se creó el año 2012 en el mes de febrero a la que ingresó 17 millones de dólares. El dinero proveniente, según Toledo, era del gobierno alemán que indemnizó a todos los judíos sobrevivientes del Holocausto, entre las que se encuentra Fernenbug. Sin embargo, se supo mediante un reportaje que ese dinero era de un préstamo a Scotiabank de Costa Rica que Ecoteva había solicitado. El préstamo fue cancelado en 89 días. La Unidad de Inteligencia Financiera del Perú informó que esa es una modalidad para blanquear el dinero en los paraísos fiscales y que en realidad ese préstamo no lo necesitaban. Los otros involucrados en el caso Ecoteva son Eliane Karp, esposa del exmandatario, Josef Maiman, además del chofer del expresidente y el hijo de éste. El juez Abel Concha Calla dispuso que Toledo sea procesado como coautor del presunto delito de lavado de activos.

## Procedimiento
El 4 de noviembre de 2015 el Tribunal Constitucional rechaza el hábeas corpus presentado por el expresidente Alejandro Toledo que buscaba anular el informe del Congreso sobre el caso Ecoteva. El Poder Judicial abre el proceso por el presunto delito de lavado de activos a Alejandro Toledo. En las elecciones generales 2016, después de no pasar la valla electoral y perder su inscripción como partido político. Después de eso, se abre proceso a Alejandro Toledo por el caso Ecoteva.5 6 Según Daniel Mora, una de las causas que llevó a Perú Posible al debacle fue la soberbia de Toledo.7 El juez Abel Concha decidió el levantamiento del secreto bancario de Alejandro Toledo, siendo esto como parte del juicio por caso Ecoteva.12